# Dorcadion sinuatevittatum
Dorcadion sinuatevittatum là một loài bọ cánh cứng trong họ Cerambycidae.